# Pruvotfolia pselliotes
Pruvotfolia pselliotes is een slakkensoort uit de familie van de Facelinidae. De wetenschappelijke naam van de soort is voor het eerst geldig gepubliceerd in 1923 door Labbé.